# جادوگر خوب (فیلم)
جادوگر خوب (به انگلیسی: The Good Witch) فیلمی تلویزیونی است که در تاریخ ۱۹ ژانویه ۲۰۰۸ در شبکه هالمارک پخش شد.
این فیلم شش دنباله و یک سریال تلویزیونی ساخته‌است.

## بازیگران و شخصیت‌ها
- کاترین بل در نقش کاساندرا نایتیگل
- کریس پاتر در نقش رئیس پلیس جیک راسل
- متیو نایت در نقش براندون راسل. پسر جنیفر و جیک راسل
- هانا اندیکات-داگلاس در نقش لری راسل، کوچکترین فرزند جیک
- کاترین دیشر در نقش مارتا تینسدیل، عضو ارشد شورای شهر
- پائولا بودره در نقش نانسی، عضو شورای شهر
- نواه کاپ در نقش معاون درک ساندرز، مأمور پلیس پشتیبان
- پیتر مک نیل در نقش جورج اوهانران، پدربزرگ مادری براندون و لری و داماد جیک، که به او کمک می‌کند پس از مرگ دخترش جنیفر به دنبال بچه‌ها باشد.
- جسی بوستیک در نقش کایل
- ناتان مک لود در نقش مایکل، فرزند مارتا تینسدیل

## تولید
اگرچه موقعیت این فیلم در میدلتون، ایالات متحده واقع شده‌است، اما در همیلتون و نیاگارا در دریاچه، در انتاریو، کانادا فیلمبرداری شد.

## بازخورد
این فیلم در شب اکران خود در کانال هالمکرک موفقیت‌های بسیار خوبی داشت و آن را به دومین فیلم برتر با رتبه برتر آن تاریخ تبدیل کرد. همچنین در دوره زمانی خود شماره یک بود و کانال را در رده‌بندی هفتگی به رتبه ۴ منتقل می‌کرد.

## رسانه‌های خانگی
جادوگر خوب (منطقه ۱) در ۵ ژانویه ۲۰۱۰ به صورت دی وی دی منتشر شد.
مجموعه جادوگر خوب (منطقه ۱) ۱۴ اکتبر ۲۰۱۴ به صورت دی وی دی منتشر شد.

## دنباله‌ها
علاوه بر فیلم تلویزیونی اصلی، کانال هالمارک یازده دنباله را پخش کرده‌است.

## سریال‌های تلویزیونی
در فوریه سال ۲۰۱۴، کانال هالمارک اعلام کرد که Good Witch برای یک سریال ده قسمتی، با بازی کاترین بل، در معرض نمایش قرار گرفته‌است تا در ۲۸ فوریه ۲۰۱۵ به نمایش درآید. تولید اولین فصل در ۲۹ اکتبر ۲۰۱۴ در تورنتو آغاز شد